# Васьки (Кимрский район)
Васьки — деревня в Кимрском районе Тверской области. Входит в состав Центрального сельского поселения.

## География
Находится в юго-восточной части Тверской области на расстоянии приблизительно 8 км на запад по прямой от районного центра города Кимры в левобережной части района.

## История
Известна была с 1628 года как деревня Васькино с 1 двором. В 1780-е годы в деревне 14 дворов. В 1859 году здесь (деревня Корчевского уезда Тверской губернии) было учтено 7 дворов, в 1887 — 8.

## Население
Численность населения: 59 человек (1780-е годы), 47 (1859), 55 (1887), 3 человека (русские 100 %) в 2002 году, 1 в 2010.